# Colostygia fossaria
Colostygia fossaria är en fjärilsart som beskrevs av Taylor 1906. Colostygia fossaria ingår i släktet Colostygia och familjen mätare. Inga underarter finns listade i Catalogue of Life.